# Защита Беккера
Защита Беккера — шахматный дебют, разновидность принятого королевского гамбита. Начинается ходами: 
 1. e2-e4 e7-e5 
 2. f2-f4 e5:f4 
 3. Кg1-f3 h7-h6.

## Идеи дебюта
По аналогии с защитой Фишера, чёрные стремятся перейти к классическим вариантам гамбита коня, создав при этом прочную позицию. Зачастую чёрные продолжают g7-g5 с целью построения пешечной цепи h6-g5-f4, что позволяет избежать острых вариантов гамбита Кизерицкого. Недостатком третьего хода чёрных является медлительность, вследствие чего белые могут перевести игру в иное русло.

## Варианты
- 4. d2-d4 g7-g5 — классическое продолжение.
- 4. b2-b3 — с угрозой фианкеттирования слона на b2 с целью создания препятствия для хода g7-g5.
- 4. Cf1-c4
- 4. h2-h4
- 4. Кb1-c3

## Примерная партия
Алексей Фёдоров — Максим Ноткин, Санкт-Петербург, 1996
1. e2-e4 e7-e5 2. f2-f4 e5:f4 3. Кg1-f3 h7-h6 4. d2-d4 g7-g5 5. Кb1-c3 d7-d6 6. g2-g3 f4:g3 7. h2:g3 Сf8-g7 8. Сf1-c4 Кb8-c6 9. Сc1-e3 Сc8-g4 10. 0-0 Кg8-f6 11. Фd1-d3 0-0 12. Кf3:g5 h6:g5 13. Сe3:g5 Кc6-b4 14. Фd3-d2 c5 15. Лf1-f4 Сg4-h3 16. Фd2-h2 Кf6-g4 17. Фh2:h3 Фd8:g5 18. Лf4:g4 Фg5-e3+ 19. Крg1-g2 Фe3-d2+ 20. Кc3-e2 Кb4:c2 21. Лa1-h1 Кc2-e3+ 22. Крg2-f3 1-0 Мат неизбежен.